# Something for Everyone
Something for Everyone (bra: Diabólicos Sedutores) é um filme americano de comédia ácida de 1970 estrelado por Angela Lansbury, Michael York, Anthony Higgins e Jane Carr.
O filme foi baseado no romance The Cook de Harry Kressing, com roteiro de Hugh Wheeler. O enredo do filme é bem diferente do romance. Dirigido por Harold Prince (em sua estreia como diretor) para Cinema Center Films, o filme começou a ser rodado em 30 de junho de 1969 e foi originalmente lançado pela National General Pictures em julho de 1970. Lansbury foi indicada ao Globo de Ouro de Melhor Atriz – Filme Musical ou Comédia.
No Reino Unido, o filme foi renomeado Black Flowers for the Bride (subtítulo: A Comedy of Evil) e lançado em maio de 1971. Em 1986 e 1990, um VHS do filme foi lançado seguido por DVD e Blu-ray em 6 de dezembro de 2016.

## Enredo
Um belo e jovem estranho, Konrad Ludwig, fica fascinado por um castelo perto da vila bávara de Ornstein. Ele sonha em possuir e morar no castelo, que é propriedade da viúva condessa Herthe von Ornstein, que mora na casa da viúva, sem condições financeiras para abrir e morar em seu castelo.
Enquanto Konrad planeja se tornar um dos servos da condessa, ele namora uma bela e rica jovem, Anneliese Pleschke, filha de um casal novo rico. A ideia é usar sua riqueza para reabrir o Castelo Ornstein. Depois de uma tarde conduzindo os Pleschke pelo campo, ele deixa Rudolph, o lacaio da condessa, bêbado no Biergarten local e depois é atropelado por um trem. Konrad então assume o lugar de Rudolph na casa da condessa.
Helmuth von Ornstein, um jovem tímido e atraente, e Lotte von Ornstein, uma garota simples e chata, são filhos da condessa. Helmuth é gay e começa a ser namorado por Konrad quando o severo mordomo, Klaus, tenta acabar com isso demitindo Konrad. Quando o prefeito de Ornstein está militantemente disposto a erradicar todos os nazistas restantes na Alemanha, Konrad denuncia Klaus ao prefeito depois de descobrir que ele guarda um segredo escandaloso: seu pai era um coronel nazista, cuja memória está carinhosamente guardada no quarto de Klaus. Klaus é sumariamente e silenciosamente dispensado do emprego da condessa, deixando Konrad livre para ser amante de Helmuth enquanto assume o lugar de Klaus como mordomo.
Konrad agora brinca com a condessa, encorajando-a a dar uma festa cara e ousada na casa viúvo, a fim de iniciar um pseudo-romance entre Helmuth e Anneliese Pleschke. Konrad, o amante de Helmuth e Anneliese, os induz a ficarem noivos, enquanto garante secretamente a ambos que ele sempre estará lá no castelo. Quando o contrato de casamento é assinado, o dinheiro de Pleschke entra para reabrir e reformar o castelo Ornstein.
O casamento acontece, mas a lua de mel é um desastre, com os noivos querendo a anulação. O fim do grande projeto é acelerado por Anneliese, que se depara com Konrad e Helmuth se beijando. Anneliese, chocada e sem palavras, é conduzida até a limusine na qual ela e seus pais serão levados ao castelo por Konrad. Quando Anneliese se abre histericamente com seus pais, Konrad vira a limusine por um barranco íngreme, conseguindo pular antes que ela caia, matando Anneliese e seus pais. Konrad escapa com uma perna quebrada.
Konrad passa por uma agradável convalescença com a própria condessa se tornando seu novo interesse romântico. Depois de uma noite amorosa no boudoir da condessa, eles planejam se casar. Helmuth fica arrasado. Ele relutantemente permite que o casamento continue, em vez de fazer com que Konrad seja forçado a partir por uma condessa desprezada.
A irmã de Helmuth, Lotte, tem outros planos. Na véspera do casamento, ela informa a Konrad que sabe tudo sobre suas façanhas assassinas e escandalosas. Engenhosamente, ela usa chantagem para evitar ser a próxima vítima de Konrad e fazer com que ele se case com ela em vez de com sua mãe.

## Elenco
- Angela Lansbury como condessa Herthe von Ornstein
- Michael York como Konrad Ludwig
- Anthony Higgins como Helmuth von Ornstein (anunciado como Anthony Corlan)
- Jane Carr como Lotte von Ornstein
- Heidelinde Weis como Anneliese Pleschke
- Wolfried Lier como Klaus
- Despo Diamantidou como Bobby (anunciada como Despo)
- John Gill como Herr Pleschke
- Eva Maria Meineke como Frau Pleschke
- Klaus Havenstein como Rudolph
- Walter Janssen como Padre Georg

## Recepção
Em uma crítica contemporânea, o crítico Charles Champlin do Los Angeles Times chamou o filme de uma "charada essencialmente vazia" e escreveu: "Numa diversão como esta é necessário - pelo menos para atrair a simpatia do espectador - alinhar seu demônio maligno contra alguns pessoa ou pessoas que são pelo menos relativamente boas. Mas não há realmente ninguém por quem torcer em 'Algo para Todos'. A senhorita Lansbury é um pouco mais inocentemente corrupta do que York, mas também é óbvio que ela pode enganá-lo a qualquer momento que quiser. Sobre o diretor estreante Harold Prince, Champlin supôs: "Prince estabeleceu para si uma tarefa inicial que provavelmente era ainda mais imponente do que parecia ser... Mas ele nunca define uma intenção unificadora para o filme - sátira social, thriller psicológico tenso ou drama de suspense com nuances cômicas."
O crítico John Simon chamou Something for Everyone de "um filme totalmente desagradável" e não deixou pedra sobre pedra em uma diatribe particularmente ácida, e talvez auto-reveladora, acusando-o de imoralidade e glorificação da homossexualidade: "Afirmo que todo o filme exemplifica uma espécie de vingança contra o mundo heterossexual por uma mentalidade que se ressente de sua compulsão real ou alegada de desmontar e esconder suas predileções. Em retaliação, qualquer coisa que o chamado mundo normal considere saudável e decente - e parte disso, assim nos ajude, é saudável e decente - é sistematicamente pisoteado."
Em seu lançamento britânico como Black Flowers for the Bride, a crítica de cinema Margaret Hinxman, escrevendo no The Sunday Telegraph, chamou-o de “um compêndio deslumbrante de trapaça” e “um filme perversamente engraçado, ricamente inventivo na seleção dos alvos (incluindo o persistente fervor nazista) pelo seu humor.